# Mission: Impossible – Ghost Protocol
Mission: Impossible – Ghost Protocol é um filme norte-americano de 2011 dos gêneros ação, aventura, suspense e espionagem, dirigido por Brad Bird e escrito por Josh Appelbaum e André Nemec. Estrelado por Tom Cruise — reprisando o papel de agente Ethan Hunt —, é o 4.º filme da série Mission: Impossible.
Ghost Protocol teve sua première no Festival Internacional de Cinema de Dubai nos Emirados Árabes Unidos em 7 de dezembro de 2011 e foi lançado em 16 de dezembro de 2011 nos Estados Unidos.

## Sinopse
Após um atentado terrorista destruir o Kremlin, o agente Ethan Hunt e sua equipe são responsabilizados, enquanto o presidente dos EUA inicia o “Protocolo Fantasma”; fechando a IMF. Sozinhos, Ethan e sua equipe precisam limpar seus nomes e da organização, enquanto enfrentam um perigoso terrorista que ameaça causar uma guerra nuclear.

## Elenco
- Tom Cruise como Ethan Hunt
- Jeremy Renner como William Brandt
- Simon Pegg como Benjamin "Benji" Dunn
- Paula Patton como Jane Carter
- Michael Nyqvist como Kurt Hendricks
- Anil Kapoor como Brij Nath
- Vladimir Mashkov como Anatoly Sidirov
- Josh Holloway como Trevor Hanaway
- Léa Seydoux como Sabine Moreau
- Tom Wilkinson como Secretário da Força-Tarefa MI.

## Produção
O filme foi originalmente anunciado com o título provisório de Mission: Impossible 4, e o codinome "Aries" foi usado durante a pré-produção. Em agosto de 2010, considerações para o título não incluiam Mission: Impossible IV, que acreditou-se ser porque o estúdio não queria especificar o termo "Mission: Impossible" nesse filme da franquia, que a Variety comparou com o segundo filme da trilogia Batman de Christopher Nolan, intitulado simplesmente The Dark Knight.
As filmagens começaram em 30 de setembro de 2010. Locações incluíam Dubai, Praga, Moscou, Bangalore e Vancouver. Tom Cruise realizou suas cenas de ação do lado de fora do Burj Khalifa sem a ajuda de dublês. O filme foi parcialmente filmado com câmeras IMAX, que são aproximadamente 30 minutos da duração total do filme. Brad Bird insistiu para que o filme fosse filmado em IMAX e não em 3D, já que ele achava que o primeiro formato oferecia uma maior imersão devido a sua qualidade de imagem maior, que é projetado em uma tela maior, sem a necessidade de óculos especiais.

## Recepção da crítica
O filme foi geralmente bem recebido pelos críticos especializados. O Rotten Tomatoes calculou uma média de 93% de aprovação, baseado em 192 resenhas recolhidas, das quais 179 foram consideradas positivas e 13, negativas. Segundo o site, o consenso seria que o filmes é "elegante", possui um "ritmo acelerado" e foi considerado "um entretenimento de grande orçamento que realmente deu certo". Por comparação, o Metacritic deu ao filme uma média de 73/100, com base em 38 resenhas.
Roger Ebert, do Chicago Sun-Times, deu ao filme 3,5 de um máximo de 4 estrelas, dizendo que ele é "um thriller excelente com sequências de ação que funcionam como um tipo de poesia do gênero".  Philippa Hawker, do The Sydney Morning Herald, o avaliou com três estrelas em um máximo de cinco, e afirmou que ele é "ridiculamente improvável, mas também bastante divertido". Segundo Owen Gleiberman, do Entertainment Weekly, o filme "é cheio de cenas estimulantes e maravilhosas ao mesmo tempo; elas são mostradas de um jeito tão seguro e casual que se tornam engraçadas, também. [...] Ghost Protocol é movimentado e explosivo, mas também um thriller extremamente inteligente".

## Sequência
Em dezembro de 2011, Simon Pegg deu a entender que ele e Tom Cruise estavam interessados em retornar em um quinto filme Missão: Impossível. A Paramount também foi relatada estando interessada em produzir rapidamente o quinto filme, devido ao grande sucesso de Protocolo Fantasma. Bird declarou que provavelmente não retornaria para dirigir um quinto filme, mas Tom Cruise estava confirmado. Em agosto de 2013 foi confirmado que Christopher McQuarrie dirigiria Mission Impossible 5. As filmagens iniciais ocorreram em fevereiro de 2014 em Londres. O lançamento foi marcado pela Paramount Pictures para 31 de julho de 2015.